# Prvenstvo Hrvatske u softbolu za žene 2005.
'Prvenstvo Hrvatske za žene u softbolu 2005.

## Konačni redoslijed
```
Por.  Klub            Ut  Pb Pz Pos:Pri Bod
1. Princ Zagreb        9   9  0  62: 17   9 
2. Mladost Scorpions   9   6  3  41: 37   6
3. Lady Pirates        9   3  6  22: 71   3
```

Hrvatske prvakinje za 2005. godinu su softbolašice Princa Zagreb.